# جون غرانت (لاعب كرة قدم)
جون غرانت (بالإنجليزية: John Grant)‏ (1 يناير 1891 بلندن في المملكة المتحدة - ) هو لاعب كرة قدم بريطاني (وحمل سابقاً جنسية المملكة المتحدة لبريطانيا العظمى وأيرلندا) في مركز الهجوم. لعب مع نادي أرسنال ونادي جنوى ونادي ساوثبورت ونادي كليفتونفيل.

## وصلات خارجية
- جون غرانت على موقع أوليمبيديا (الإنجليزية)